# Laboratoire de météorologie dynamique
Le Laboratoire de météorologie dynamique, également désigné par son acronyme LMD, est un laboratoire de recherche public français qui se consacre à l'étude du climat, de la pollution et des atmosphères planétaires. Sa compétence porte sur les processus dynamiques et physiques qui jouent un rôle dans l'évolution et la prévision des phénomènes météorologiques et climatiques.

## Organisation
Le LMD, créé en 1968 par le professeur Pierre Morel, fait partie du CNRS (Unité mixte de recherche 8539) et est implanté sur trois sites universitaires : l'École polytechnique à Palaiseau, l'École Normale Supérieure de Paris et  l'Université Pierre et Marie Curie à Paris. Le LMD a des relations étroites avec le Centre National d’Études Spatiales (CNES). Il est membre de l'Institut Pierre Simon Laplace (IPSL), fédération de neuf laboratoires publics de recherche en sciences de l'environnement en Ile-de-France. Le LMD est partenaire de l'École Nationale des Ponts et Chaussées. Le laboratoire emploie environ 150 personnes dont la moitié de permanents (chercheurs, ingénieurs et techniciens, informaticiens et personnel administratif) et environ 40 doctorants. 

## Domaines de recherche
Le LMD étudie les phénomènes atmosphériques et leurs dynamiques en combinant approches théoriques, observations et modélisations numériques. Le laboratoire travaille sur cinq thèmes de recherche traitées par autant d'équipes scientifiques  : 
- étude du climat global et des processus climatiques à partir du rayonnement émis et diffusé en lien avec la composition et la dynamique de l’atmosphère et des surfaces.
- étude des mécanismes fondamentaux de la dynamique et de la physique des fluides géophysiques (atmosphère et océan), de l'échelle turbulente à l’échelle planétaire,
- compréhension physique du système climatique et anticipation de l'évolution future du climat,
- étude au niveau régional des processus physico-chimiques de fine échelle (< 10 km) dans la troposphère,
- étude des atmosphères planétaires.

Le LMD héberge également  deux structures de l'Institut Pierre Simon Laplace (IPSL) : l'observatoire SIRTA et le centre de données.